# Chitsanuphong Phimpsang
Chitsanuphong Phimpsang (thailändisch ชิษณุพงศ์ พิมพ์สังข์; * 1. November 2002), auch als Pat bekannt, ist ein thailändischer Fußballspieler.

## Karriere
Chitsanuphong Phimpsang stand bis Ende August 2022 beim Drittligisten Nonthaburi United S.Boonmeerit FC unter Vertrag. Der Verein aus der Provinz Nonthaburi spielte in der Bangkok Metropolitan Region der Liga.  Hier bestritt er 16 Ligaspiele. Die Saison 2022/23 stand er beim Drittligisten Hua Hin City FC unter Vertrag. Für den Verein aus Hua Hin bestritt er 22 Ligaspiele in der Western Region. Mit 16 Treffern wurde er Torschützenkönig der Region. Anfang August 2023 unterschrieb er einen Vertrag beim ebenfalls in Hua Hin beheimateten Drittligisten Hua Hin Maraleina FC. Nach 13 Ligaspielen in der Western Region, in denen er elf Treffer erzielte, wechselte er im Januar 2024 zum Erstligisten PT Prachuap FC. Sein Erstligadebüt gab Phimpsang am 21. April 2024 (25. Spieltag) im Heimspiel gegen den 	Sukhothai FC. Bei dem 2:1-Erfolg wurde er in der 89. Minute gegen den Südkoreaner Jeong Woo-geun eingewechselt. Im Juli 2024 wechselte er auf Leihbasis nach Suphanburi zum Zweitligisten Suphanburi FC. Am Ende der Saison 2024/25 musste er mit Suphanburi in die dritte Liga absteigen. Nach dem Abstieg verließ er Suphanburi und wechselte im August 2025 ebenfalls auf Leihbasis zum Erstligisten Nakhon Ratchasima FC.

## Auszeichnungen
Thai League 3 – West
- Torschützenkönig: 2022/23